# Ludwig August Mellin
Le comte Ludwig August Mellin (23 janvier 1754 à Tuhala, Gouvernement de Livonie – 12 mars 1835 à Riga, Gouvernement de Livonie) est un  politicien, cartographe, écrivain germano-balte.
Il est surtout connu pour avoir publié en 1798 le premier atlas professionnel Atlas von Liefland, oder von den beyden Gouvernementern u. Herzogthümern Lief- und Ehstland, und der Provinz Oesel affichant la Terra Mariana qui est maintenant divisée entre l'Estonie et la Lettonie.  